# Новиков Лев Володимирович
Лев Володимирович Новиков (21 листопада 1925, Новоіванівка — 4 травня 2014) — український радянський архітектор.

## Біографія
Народився 21 листопада 1925 року в селі Новоіванівці (тепер Близнюківського району Харківської області). 1943 року призваний до лав Червоної армії. Брав участь у Другій світовій війні. Нагороджений орденами Червоної Зірки (10 червня 1945), Вітчизняної війни 2-го ступеня.
1951 року закінчив Київський художній інститут і до 1968 року працював в інституті «Київпроект». З 1968 по 1986 рік — референт-архітектор Управління справами Ради Міністрів УРСР. У 1986—1991 роках — головний архітектор проектного інституту «Діпрохіммаш». З 1991 по 1998 рік — заступник голови архітекторної фірми «Милосердя».
Брав участь у реставрації пам'ятки архітектури XVIII століття — Маріїнського палацу в Києві. Розробив паспорти фарбування інтер'єрів, фасадів, меблів. Контролював здійснення робіт у натурі. 
Лауреат Державної премії УРСР імені Т. Г. Шевченка (за 1985 рік; разом з А. Яворським, В. Глибченком, І. Іваненко,  А. І. Хабінським, В. Шклярем, Є. Куликовим за реставрацію Маріїнського палацу).
Помер у 2014 році.

## Споруди в Києві
- Інститут фізичної хімії імені Л. В. Писаржевського НАН України (1955);
- парк Слави з могилою Невідомого солдата (1957, у співавторстві);
- Інститут технічної інформації (1972).